# TRAPPIST-1d
TRAPPIST-1d – skalista, podobna do Ziemi planeta pozasłoneczna krążącą wokół bardzo chłodnego czerwonego karła TRAPPIST-1 oddalonego o 39 lat świetlnych (około 12 parseków) od Słońca, znajdującego się w gwiazdozbiorze Wodnika.

## Odkrycie
Została odkryta metodą tranzytu przez grupę naukowców z Instytutu Astrofizyki i Geofizyki (Institut d’Astrophysique et Géophysique) Uniwersytetu w Liège pod przewodnictwem Michaëla Gillon przy użyciu teleskopu TRAPPIST (Transiting Planets and Planetesimals Small Telescope) znajdującego się w obserwatorium La Silla na pustyni Atakama w Chile. Jest to trzecia (licząc od gwiazdy) z siedmiu planet znajdujących się w układzie gwiazdy TRAPPIST-1. Jest najbliższą gwiazdy planetą krążącą w obrębie ekosfery układu, w związku z czym istnieje prawdopodobieństwo, że na jej powierzchni występuje woda w stanie ciekłym.